# Sever Zotta
Sever Ioan Zotta (Sever Ritter von Zotta) (14 de abril de 1874 – 10 de octubre de 1943) fue un archivista rumano, genealogista, historiador y publicista, miembro de la Academia Rumana (desde 1919).

## Orígenes y la familia

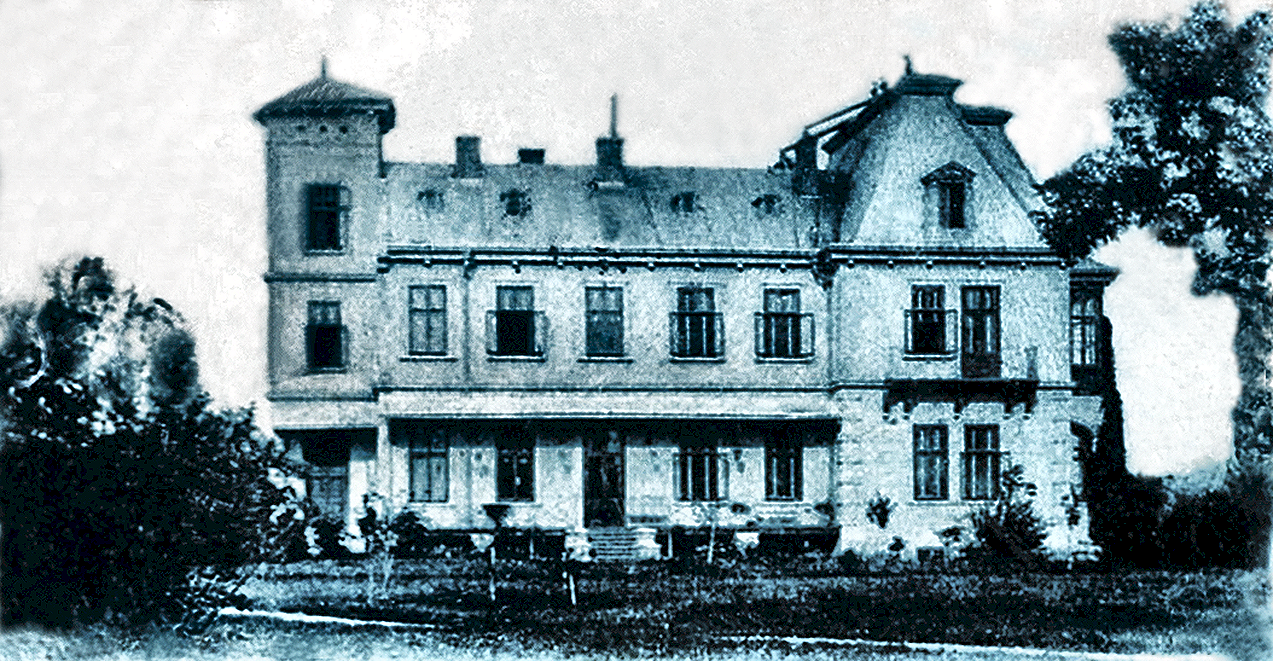
Mansión de los Cavaliers de Zotta en la Novoselytsia en 1900

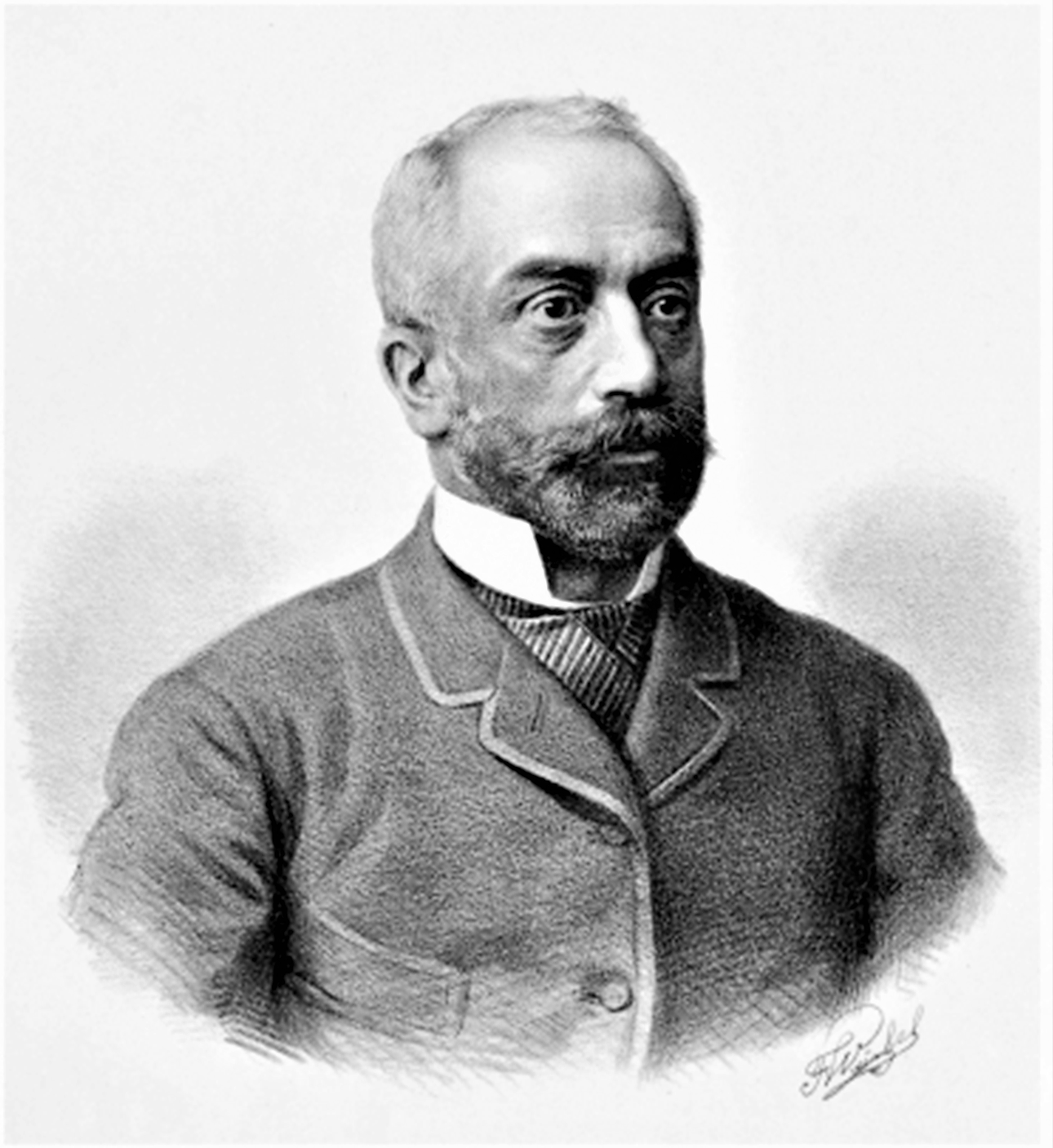
Iancu Caballero de Zotta (padre) en 1890

El apellido familiar se conoce desde antiguo en el Principado de Moldavia. Así, aparece un Zota, en un documento del 20 de junio de 1589 El 4 de agosto de 1645, un Zota de Chernivtsi firmó un contrato de compra y fue el fundador del Monasterio de Coșula Gavrilaș Mateiaș.
Los hermanos Esteban, Ioan, Gregory, Gheorghe y Enache fueron convertidos en nobles bajo el título "Ritter von Zotta" (Caballeros de Zotta) por José II, Emperador del Sacro Imperio Romano Germánico el 21 de enero de 1793.
Sever fue el segundo hijo de Ioan (Iancu), el caballero de Zotta (n. 10 de octubre de 1840, Borauti - d. 19 de marzo de 1896, Novoselytsia ), terrateniente, abogado, miembro de la Dieta de Bucovina y del Consejo Imperial de Viena, y de su esposa Elena (Ileana, Ilinca) (m. 1882), nacida en Hurmuzachi. Ioan tuvo dos hijos, Octavian y Elena, casados con el conocido político Iancu Flondor . Su padre también fue presidente de la sociedad política Concordia, entre 1891 y 1896, miembro ejecutivo de la sociedad cultural del país y de la Sociedad de Cultura y Literatura Rumanas en Bucovina .
La esposa de Sever Zotta era Margareta de Grigorcea (n. 5 de febrero de 1880 - d. 28 de junio de 1969). La pareja tuvo entre otros hijos un hijo, Ioan (Iancu) (1909-1987) y una hija Ruxandra (1910-2003). Este último se casó con André d'Albon.

## Educación
En un principio, el joven Sever se graduó de la escuela secundaria en Chernivtsi, luego se graduó de los estudios superiores (derecho y ciencias sociales) en la Universidad de Viena . Se licenció en Derecho en Bucarest, en 1904, con la tesis: El contrato de arrendamiento en derecho romano y rumano . En 1909, el historiador publicó en Bucarest la pieza histórica en los versos " Vasile Lupu ". En 1911 decidió permanecer en Iași donde se dedicó a los estudios de genealogía. Fundó la revista Archivo Genealógico, surgida a partir del 1 de enero de 1912, que sería, como decía Zotta, ajena a las luchas políticas y alejada de cualquier tendencia esnob de diferenciación social. Desafortunadamente, después de 1913 ya no se imprimió debido a la falta de fondos. El personal editorial de la revista Archivo Genealógico estaba en el Monasterio de Golia en Iași.[cita requerida]

## Carrera
En el Archivo Estatal de Iași, cuyos ricos depósitos comenzó a explorar Zotta a su llegada a Iași, ya que el puesto del jefe del Archivo había quedado vacante debido a la jubilación de Gheorghe Ionescu-Gion en octubre de 1912. Dimitrie Onciul, como Director General de los Archivos del Estado, quiso dar un impulso a la actividad archivística en Iași, y propuso a instancias superiores a Sever Zotta para este puesto. El 1 de octubre de 1912 fue nombrado director de los Archivos del Estado en Iași, cargo que ocupó hasta 1934 Durante este período convenció a las personas para que enviaran a los archivos los documentos que conservaban. De esta forma llegaron a los depósitos documentos de su amigo Pavel Gore (1875-1927). Además, el rico archivo privado, creado por Nicolae Rosetti-Roznovanu, ha llegado, durante un tiempo, a los archivos de Iași. Fue el sucesor de Ioan Tanoviceanu (profesor de derecho de Iași, especializado en la genealogía de la familia Prâjescu de la aldea Stolniceni.
Desde 1919 se convirtió en miembro honoario de la Academia Rumana y miembro honorario de la "Comisión de Monumentos Históricos" (por recomendación de Nicolae Iorga). En 1921, junto con el historiador Gheorghe Ghibănescu, establecieron la "Sociedad de Historia y Arqueología" en Iași. Zotta llevó a cabo una rica actividad publicitaria basada principalmente en la tesorería documental del país, reunida en los repositorios de Archivos del Estado. Así, bajo los auspicios de la Sociedad de Historia y Arqueología, en octubre de 1921, apareció la revista Ioan Neculce en Iasi, en la que se publicaron los estudios y documentos elaborados por él, Gheorghe Ghiăbnescu, Teodor Burada, Nicolai Andriescu-Bogdan y otros.  En todas las ediciones de la revista Ioan Neculce que aparecieron entre 1921 y 1933, Sever Zotta publicó estudios y comunicaciones sobre el pasado de Iasi, entre los que se destacó la interesante investigación histórica sobre el monasterio de Golia. Además de la revista Ioan Neculce, Sever Zotta ha colaborado con varias publicaciones históricas: The Archive, The Historical Magazine, The Archive Magazine, The Literature Talks, The Romania Archive, así como en algunos periódicos.
Fundó la primera publicación especializada "Genealogical Archive" (publicada en Iași en 1912-1913). En la evolución de la ciencia genealógica rumana, la aparición de la revista “Genealogical Archive” fue un evento notable. El artículo-programa "Lo que queremos" es una verdadera profesión de fe: "El propósito de la presente revista es despertar y ampliar los amplios círculos de la sociedad rumana, dentro y fuera de sus fronteras políticas, el interés por la historia, la vida y el futuro de las familias debido a este interés especial en beneficio del interés general para la historia, la vida y el futuro del pueblo rumano". Todos los archivos con las obras de Zotta están en los Archivos de Bucarest y Iasi (sección genealogía). El fondo personal de Sever Zotta, con el número de inventario 948, se encuentra en los Archivos Nacionales de Rumanía en Bucarest. Se puede encontrar la colección de correspondencia llevada por Sever Zotta con las personalidades de esa época, como Nicolae Cartojan, Nicolae Docan, Gheorghe Bogdan-Duică, Constantin Giurescu, Pavel Gore, Nicolae Iorga, Dimitrie Onciul y Radu Rosetti. Además de estos documentos, se pueden encontrar estudios y notas sobre la genealogía de algunas familias nobles y documentos recogidos por Sever Zotta. De la última serie de documentos es un fragmento del archivo de Pavel Gore y de la familia Rosetti-Roznovanu, cartas de Costache Negri, A. Morariu. 
Apreciado por D. Onciul y Nicolae Iorga por su destacado trabajo en el campo de los estudios genealógicos, Sever Zotta entró en la historiografía rumana como genealogista por excelencia. Vivió en Iași en 1934, cuando se jubiló. Sorprendido por los acontecimientos del verano de 1940 en su casa en Davydivka (Condado de Storojinedet - hoy en Ucrania), Sever Zotta prefirió permanecer en el sitio para guardar la biblioteca y la colección de manuscritos. 
El 13 de junio de 1941, fue detenido por comisionados de la NKVD, que solo le dieron diez minutos para hacer su equipaje, siendo deportado por los soviéticos al los Urales.

## Fallecimiento
Murió en una prisión de Gulag en Orsk, al sur de los Urales, en octubre de 1943.

## Premios y reconocimiento
Sever Zotta fue condecorado con la Orden de la Estrella de Rumanía en el rango de caballero. El Sever Zotta Romania Institute of Genealogy Heraldry de Iași lleva su nombre, honrando su contribución al desarrollo de estas ramas de la ciencia histórica en Rumanía. También, debido a él una calle en Iasi lleva su nombre.
En los Archivos Nacionales de Rumanía, la rama Iasi, hay un Fondo Sever Zotta, de los años 1502–1927. 
Fue muy apreciado por D. Onciul y N. Iorga por su destacado trabajo en el campo de los estudios genealógicos, Sever Zotta entró en la historiografía rumana como genealogista por excelencia. Abrió un camino en el que se desarrollan las genealogías actuales de las familias boerianas de Moldova. 

## Publicaciones
Sever Zotta Tuvo una actividad editorial rica en el campo de búsqueda histórica, en  revista como El Archivo, Ión Neculce, Charlas Literarias, El Acontecimiento, Las Personas de rumano, Opinión, La Revista de Archivo, La Revista Histórica.
Entre sus publicaciones son el siguientes:
- Vasile Lupu, pieza histórica en 3 actos, las letras, Bucarest, 1909;
- Los principios de Rumanía que desciende de Movilești. En: archivo Genealógico, Año II, julio@–septiembre 1913;
- Portavoz del Hăjdău familia. En: archivo Genealógico, Año II, julio@–septiembre 1913;
- Dato nuevo en Andronachi Donici, Iași, 1915;
- En el centenario de Vasile Alecsandri, 1821-1921, Iași, 1921;
- Un monasterio desaparecido, Chișinău, 1924;
- Golia Monasterio. Croquis histórico, Iași, 1925;
- Paul Gore, Chișinău, 1928;
- Sobre las personas de Cantemirești, Iași,1931;
- Un genealógico mystification: Ieremia Golia, Cluj, 1931;
- Dado Abstammung der Familie Flondor, (transl. Genealogía del Flondor Familia), en Bukowiner Heimatblätter, JahrgangI, Heft 1-3, Rădăuți, 1933.